# Mayor Pablo Lagerenza
Mayor Pablo Lagerenza é um distrito do departamento de Alto Paraguay, Paraguai. Possui 1.500 habitantes e sua economia é baseada na agricultura e pecuária.